# Цаворит
Цавори́т, иногда тсаволит или тсавори́т (от англ. Tsavo River), или вана́диевый гроссуля́р — прозрачная разновидность гроссуляра, редкий ярко-зелёный гранат, примерная формула Ca3Al2(SiO4)3. Впервые найден в Африке в 1967 году британским геологом Кэмпбеллом Бриджем в горах на северо-востоке Танзании, назван по месту находки, вблизи реки Цаво в Кении. Как правило, находится в поясе графитовых гнейсов, богатых кальцием, содержащимся в пластах вышележащего мрамора. Добывается в Танзании и Кении, входит в число самых дорогих гранатов.

## Название
Назван по месту находки, вблизи Национального парка Восточный Цаво и реки Цаво в Кении. Название «цаворит» было введено в употребление в начале 1974 года  президентом «Тиффани», сэром Генри Платтом, в честь национального парка Цаво и одноимённой реки (англ. Tsavo River), в окрестностях которой был впервые обнаружен этот яркий и особенный минерал, похожий на изумруды лучшего качества.:172

## История открытия
Цавориты появились на ювелирном рынке относительно недавно, в середине 1970-х годов. Новый минерал насыщенно-зелёного цвета был обнаружен в 1967 году на северо-востоке Танзании шотландским исследователем-геммологом Кэмпбеллом Бриджесом (1937-2009). Неизвестные камни очень походили на изумруды самого высокого качества и заинтересовали ювелиров в разных странах, однако правительство Танзании без разъяснения причин наложило полный таможенный запрет на вывоз из страны только что открытых самоцветов.:172
Однако Бриджес проявил настойчивость и не стал ограничивать поиски нового минерала территорией Танзании. Руководствуясь геологическими признаками, свойственными первому найденному месторождению, в 1971 году он обнаружил в Кении ещё одно месторождение этого же минерала. В отличие от соседнего государства, правительство Кении не нашло причин запрещать экспорт новых драгоценных самоцветов из страны. Интерес к красивому зелёному камню сразу же проявила одна из крупнейших в мире ювелирных компаний «Tiffany & Co», благодаря чему Бриджес мог не беспокоиться о реализации камней. В 1974 году Тиффани запустили отдельную рекламную программу по продвижению нового самоцвета на международный ювелирный рынок. И даже самое название «цаворит» в начале 1974 года придумал и ввёл в первую рекламную кампанию нового минерала президент «Тиффани», сэр Генри Платт.:172
Благодаря хорошей игре и красивому цвету, в лучших образцах практически неотличимому от изумрудов высшего качества, цаворит имел серьёзный коммерческий успех на международном ювелирном рынке. Кэмпбелл Бриджес стал состоятельным человеком и продолжал руководить добычей минерала, одновременно владея рудниками и оставаясь главным акционером собственной компании. В 2009 г. доктор Бриджес и его сын были обнаружены убитыми в собственном доме, находящимся неподалёку от рудников на территории национального парка Цаво в Кении. Их смерть связывают с переделом собственности вокруг владения и управления цаворитовыми разработками.:172

## Свойства
По геологическим принципам цаворит относится к графитовому гнейсу, который богат кальцием, содержащийся в пластах мрамора.
Цаворит обычно находят в оболочке из кварца и скаполита, первоначально его приняли за демантоид и сочли ещё одной в ряду разновидностей зелёного граната. В большинстве случаев цвет и насыщенность цаворита зависит от наличия в нём ванадия, однако иногда цавориты могут получать свою окраску и от хрома, который нередко придаёт драгоценным камням зелёный цвет.
Среди химических примесей цаворита, дающих ему эффектный цвет и улучшающих игру нужно выделить, прежде всего, оксид ванадия (V2O3, до 3%), а также окись марганца (MnO, до 1,2%), оксид магния (MgO, до 0,5%) и зелёный оксид хрома (Cr2O3, до 0,5%). Кроме того, в составе может присутствовать до 0,4% рутила, улучшающего блеск минерала и незначительная примесь окиси железа.
Цвет лучших образцов цаворита в точности повторяет все закреплённые оттенки изумрудов по системе GIA: очень сильный сине-зелёный (vstbG), сине-зелёный (bG), очень слабый сине-зелёный (vslbG), зелёный (G), слабый жёлто-зелёный (slyG), сильный жёлто-зелёный (styG). Цветовой тон цаворитов 5-6 и насыщенность 5-6 полностью совпадают с таковыми же у колумбийских изумрудов высшего качества. Таким образом, не специалист или человек без специальной аппаратуры не сможет отличить в ювелирном изделии цаворит высшего качества от изумруда такого же качества без помощи патентованного эксперта-геммолога.:173

## Образование
Ещё миллионы лет тому назад, когда землю покрывал океан, органические слои оседали на дно, тем самым, образуя своего рода сланцевую глину. Затем земля некоторое время подвергалась воздействию давления и высокотемпературной жары. Все эти факторы меняли метаморфический состав поверхности дна, на котором и зарождались материалы нового происхождения. Постоянные превращения в толщах морских глубин породили столь необычные драгоценные камни родом из Восточной Африки. Цвет цаворита в основном зависит от количества содержащегося в нём ванадия.
Горные флексуры и изнуряющая жара разрушили часть красивейших кристаллов цаворита. Довольно редко можно встретить цаворит крупнее, чем 5 карат, а огранённого вида цаворита — менее чем 2 карата. Многие цавориты совсем небольшого размера и их очень сложно отыскать, так как слои кристаллов имеют свойство неожиданно возникать и исчезать.

## Применение
Цаворит гранят в Кении, Танзании и Германии (Идар-Оберштайн).
Сверкающий, изумрудного цвета, цаворит был представлен вниманию общественности ювелирной компанией «Tiffany & Co.». Исключительно яркий и насыщенный зелёный цвет цаворита стал главным фактором, определившим высокий спрос на этот камень среди потенциальных покупателей.:172 Цаворит очень быстро вошёл в моду, завоевав рынок, цена на него стала очень высокой. Наряду с другим гранатом демантоидом и розовым сапфиром цвета падпараджа он отнесён к очень высокой категории драгоценных камней II порядка.
В отличие от гессонитов и, если говорить шире, в отличие от большинства гранатов, цавориты гораздо эффектнее и ярче выглядят при дневном, а не при электрическом освещении, тогда игра света и цвета в них становится особенно привлекательной. Безупречные с ювелирной точки зрения камни чаще всего гранят, а неоднородные цавориты с включениями обрабатывают в форме кабошона.:242